# Santa Maria del Pozzo (Napoli)
Santa Maria del Pozzo anticamente chiamato Casabalera o Casavaleria è una zona di Napoli appartenente al quartiere Barra nella Municipalità VI, prende il nome dall'omonimo convento.

## Geografia fisica
Posta nel punto più a sud della città di Napoli, si trova al confine con il comune di San Giorgio a Cremano.

## Storia
Prima del 1642 era parte del casale di Casabalera o Casavaleria, ove vi era presente un pozzo, negli anni successivi, a seguito delle bonifiche di terreni paludosi, volute dal Re Ferrante, venne unificato ad altri casali tra i quali Tresana e Sirinum al comune di Barra, diventando Contrada Santa Maria del Pozzo.. A seguito dello sviluppo demografico nel 1925 il comune di Barra divenne quartiere di Napoli.

## Monumenti e luoghi d'interesse
Nella zona è presente l'antica chiesa di Santa Maria del Pozzo, divenuta ufficialmente convento dal 1897..

## Collegamenti

### Ferrovie
Nella zona è presente la Stazione di Santa Maria del Pozzo, fermata ferroviaria della Ferrovia Circumvesuviana.

### Strade
La zona è servita dalla Autostrada A3 Napoli-Salerno.